# Claire Falkenstein

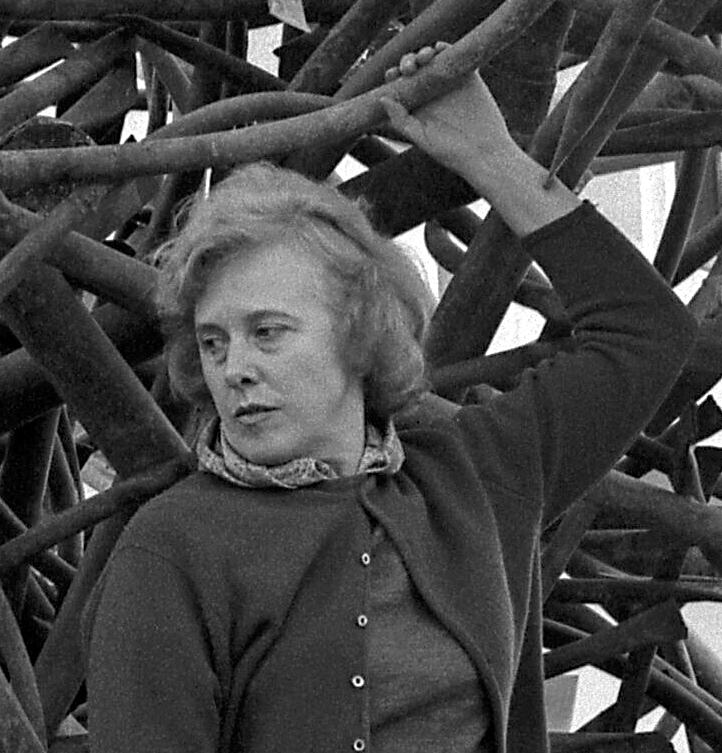
Claire Falkenstein (1965)

Claire Falkenstein (* 22. Juli 1908 in Coos Bay, Oregon; † 23. Oktober 1997 in Venice, Los Angeles) war eine US-amerikanische Bildhauerin, Malerin, Grafikerin, Schmuckkünstlerin und Lehrerin, die vor allem für ihre oft großformatigen abstrakten Metall- und Glasskulpturen im öffentlichen Raum bekannt ist.
Obwohl sie in der Kunstszene der Nachkriegszeit in Europa und den Vereinigten Staaten respektiert wurde, machte ihre Missachtung der Kommerzialisierung von Kunst und ihre Wanderschaft von einer Kunstmetropole zur nächsten sie zu einer schwer fassbaren Figur.
Falkenstein arbeitete zunächst in der San Francisco Bay Area, dann in Paris und New York und schließlich in Los Angeles. Sie engagierte sich in radikalen Kunstgruppen wie der Gutai-Gruppe in Japan und der art autre in Paris.
Das Interesse an Einsteins Theorien über das Universum inspirierte Falkenstein zu Skulpturen aus Draht und Glas, die sich mit dem Konzept des unendlichen Raums auseinandersetzen. Falkensteins heutiger Ruf beruht auf ihren Skulpturen und ihren dreidimensionalen Arbeiten.

## Leben und Wirken

### Jugend und Ausbildung
Claire Falkenstein wurde am 22. Juli 1908 in Coos Bay, Oregon geboren. Ihr Vater leitete dort ein Sägewerk. Claire Falkenstein besuchte die Anna Head School in Berkeley, Kalifornien, nachdem ihre Familie dorthin gezogen war.
Falkenstein war deutscher Abstammung. Ihr Großvater, Valentin von Falkenstein, ein Medizinstudent adliger Herkunft aus Frankfurt am Main, wanderte nach der Deutschen Revolution von 1848–49 als politischer Flüchtling in die Vereinigten Staaten aus und wurde ein Pionier in Siskiyou County, Kalifornien. Mütterlicherseits soll Falkenstein die Ur-Ur-Nichte von George Armstrong Custer sein, was jedoch nicht bestätigt ist.
Als Kind ritt Falkenstein auf ihrem Pferd im Dunkeln an den Strand, um den Sonnenaufgang zu erleben und Muscheln, Felsen, Algen und Treibholz zu betrachten. Diese Naturformen inspirierten ihre Skulpturen.
Falkenstein besuchte die University of California at Berkeley und machte 1930 ihren Abschluss im Hauptfach Bildende Kunst und den Nebenfächern Anthropologie und Philosophie. Noch vor ihrem Abschluss hatte sie ihre erste Einzelausstellung in einer Galerie in San Francisco. Ihre künstlerische Ausbildung setzte sie in den frühen 1930er Jahren am Mills College fort, wo sie eine Meisterklasse bei Alexander Archipenko besuchte und László Moholy-Nagy und György Kepes kennenlernte.

### San Francisco
Falkensteins Erfahrungen mit diesen Künstlern verstärkte ihr Interesse an Abstraktion und führte bei ihr zur Vorstellung, dass funktionale Erwägungen der Ästhetik eines Werks keinen Abbruch tun. Sie experimentierte in dieser Zeit mit einer Vielzahl neuer Techniken und Materialien.
Sie unterrichtete Kunstklassen an verschiedenen Orten in der Bay Area, wie der UC Berkeley Extension, dem Mills College und der California Labor School. Sie unterrichtete auch an der California School of Fine Arts neben abstrakten Expressionisten wie Clyfford Still, der ein enger Freund mit künstlerischem Einfluss auf sie werden sollte, und Richard Diebenkorn. 1934 schuf sie ein abstraktes Fresko in der Piedmont High School in Oakland. Dies war Teil des Federal Art Project, das Gemälde bevorzugte, die Amerikanischen Realismus darstellten, aber darüber hinaus auch abstrakte Werke wie die von Falkenstein tolerierte. In den 1930er Jahren schuf sie Skulpturen aus Tonbändern, die zu Möbiusbändern geformt und miteinander verwoben waren. Dies waren einige der frühesten amerikanischen ungegenständlichen Plastiken.
Falkenstein heiratete am 14. Juli 1934 in Alameda, Kalifornien den irisch-amerikanischen Anwalt Richard Francis McCarthy. Sie kannten sich bereits aus der High School und waren zweiundzwanzig Jahre verheiratet; sie ließen sich scheiden, weil er sich ihrem Wunsch, in Paris zu leben, nicht anschloss.

### Paris
Falkenstein zog 1950 nach Paris und blieb dort dreizehn Jahre, wo sie ein Atelier am Rive Gauche unterhielt. In Paris lernte sie viele Künstler kennen, darunter Jean Arp, Alberto Giacometti, Sam Francis und Paul Jenkins, sowie den Kunstkritiker Michel Tapié, der als eine Art Mentor und Förderer für sie fungierte.
In einem Interview von 1995 sagte sie: „Paris war eine bemerkenswerte Erfahrung, weil die Franzosen eine Art individuelles Handeln zuließen. Sie haben die Qualität von Jahrhunderten von [...] Kultur und Kunst, und das schwappt irgendwie über.“ Sie arbeitete an einer, wie sie es bezeichnete „Topologie“, einer Verbindung zwischen Materie und Raum, die ein Konzept der kontinuierlichen Leere in der Natur beinhaltet. Sie wurde mit den freien Abstraktionen des Tachismus‚ sowie des Informel in Verbindung gebracht, dem französischen Gegenstück zum amerikanischen Abstrakter Expressionismus.
Aus wirtschaftlicher Notwendigkeit heraus verwendete Falkenstein in dieser Zeit preiswerte, nicht-tradierte Materialien, darunter Holzstämme, Ofenrohrdraht und Bleistangen. Vor allem Ofenrohrdraht setzte sie auf innovative Weise ein und fuhr damit fort, nachdem sie sich andere Materialien leisten konnte. Die großen, luftigen Formen aus diesem Material wurden Ausdruck ihres Stils.
Anstelle des Begriffs „Skulptur“ zog sie es vor, das Wort „Struktur“ zu verwenden. Sie verwendete den Begriff auch für ihre Gemälde und Drucke. Ein Kritiker verglich Falkensteins Werk in den 1950er Jahren mit „einem Jackson Pollock in drei Dimensionen“. Einige ihrer Arbeiten haben eine Struktur, die zu wachsen scheint, sich unendlich ausdehnt, ähnlich wie die Gemälde von Pollock, die den Anschein erwecken, als könnten sie über die Leinwand hinaus weitergehen.
Im Jahr 1954 fand in der Galleria Montenapoleone in Mailand eine große Einzelausstellung ihrer Werke statt, und vier Jahre später wurde sie gebeten, das Geländer der Galleria Spazio in Rom zu gestalten. Bei dieser Gelegenheit fügte sie erstmals Stücke aus farbigem Glas in eine offene, gitterartige Struktur aus gelötetem Metall ein.
Eines ihrer bekanntesten Werke aus dieser Phase ist The New Gates of Paradise. Es befindet sich am Canal Grande in der Peggy Guggenheim Collection‚ Venedig und wurde 1960 von ihrer Freundin Peggy Guggenheim in Auftrag gegeben. Mit den Toren schuf sie zum ersten Mal einen nicht enden wollenden Bildschirm mit sich wiederholenden Modulen, die in verschiedenen Richtungen angebracht waren und den Eindruck erweckten, dass er sich ewig fortsetzen könnte.
Falkenstein fertigte ebenfalls Metalltore für die Seevilla der Fürstin Luciana Pignatelli an. Falkensteins Schmuck war 1961 Gegenstand einer Einzelausstellung im Musée des Arts Décoratifs‚ Paris.

### Los Angeles
1963 zog Falkenstein in den Venice-Bezirk von Los Angeles, wo sie ein Haus mit Atelier direkt am Meer bauen ließ. Falkenstein erhielt Aufträge für öffentliche Kunstwerke, darunter Skulpturen, Brunnen und Fresken. 1965 schuf sie U as a Set für das International Sculpture Symposium auf dem Campus der California State University, Long Beach und 1969 schuf sie die Türen, Tore und Glasfenster für die St. Basil Catholic Church am Wilshire Boulevard in Los Angeles. Sie sagte über die Fenster: „Meines Wissens sind es die einzigen abstrakten Fenster für eine katholische Kirche.“ Zu den anderen Orten in Südkalifornien, an denen ihre Werke zu sehen sind, gehören die Fresnos Fulton Mall, die South Coast Plaza, das Department of Motor Vehicles in der Innenstadt von Los Angeles und verschiedene College-Campus, darunter die California State University, Fullerton (sie beschrieb ihre Skulptur dort als „metallische Freude - eine Aktivität der Kräfte“), California State University, Dominguez Hills, University of California, Los Angeles, University of Southern California und California State University, Long Beach.
1969 zeichnete die Los Angeles Times Claire Falkenstein als „Frau des Jahres“ aus.
Das Long Beach Museum of Art benannte sein Restaurant „Claire's at the Museum“ zu Ehren Falkensteins. Die Künstlerin schuf Structure and Flow, einen Springbrunnen mit gewundenem Gitterwerk, der dem Museum 1972 geschenkt wurde. Dieser Brunnen, das Herzstück des Restaurants, ist ein weiteres Werk, das von vielen als eines ihrer besten angesehen wird.
In den 1970er Jahren schuf Claire Falkenstein auch skulpturale Glasobjekte in Zusammenarbeit mit der berühmten Glasfabrik Salviati in Venedig.
Im Jahr 1977 wurde der Film Claire Falkenstein, Sculptor von Jae Carmichael aufgeführt.
Sie erhielt 1978 ein Guggenheim-Stipendium für Bildende Kunst. Ab etwa 1990 konzentrierte sich ihr Schaffen mehr auf die Malerei als auf die Bildhauerei. Falkenstein starb am 23. Oktober 1997 in ihrem Haus in Venice im Alter von 89 Jahren an Magenkrebs. Im Laufe ihrer langen Karriere als Künstlerin hatte sie über 4000 Skulpturen, Gemälde und Zeichnungen geschaffen.

## Ausstellungen (Auswahl)
- 1948: Salon des Réalités Nouvelles
- 1960: Kunstpavillon Soest
- 1970: Drawing and Performance, E.A.T SHOW, University of Southern California Fisher Gallery
- 1970: Kunst und Technik, Brooklyn Museum
- 1974: California Museum of Science and Industry
- 1975: Phoenix Art Museum
- 1977: San Francisco Museum of Modern Art
- 1978: Tate Gallery
- 1979: Seattle Art Museum
- 1980: Palm Springs Desert Museum
- 1981, 1985: Laguna Art Museum
- 1987: Peggy Guggenheim’s Other Legacy, Solomon R. Guggenheim Museum
- 1992: Museum of Contemporary Art (Los Angeles)
- 1994: Corcoran Gallery
- 1995: 46. Internationale Kunstausstellung, Biennale Venedig
- 1997: Claire Falkenstein, Looking Within: A Point of Departure, Fresno Metropolitan Museum of Art and Science[18]
- 2002: True Grit - Sieben Visionärinnen vor dem Feminismus, Boise Art Museum (Boise, Idaho)
- 2007: Be-Bomb: the Transatlantic War of Images and all that Jazz. 1946–1956, Museum für zeitgenössische Kunst Barcelona
- 2008: Modernism and the Wichner Collection, Long Beach Museum of Art
- 2009: Craft in America: Expanding Traditions, Fuller Craft Museum (Brockton, Massachusetts)
- 2012: Claire Falkenstein: An Expansive Universe, Teil von Pacific Standard Time: Art in L.A. 1945–1980, Jack Rutberg Fine Arts (Los Angeles)
- 2012: Black And - -, Anita Shapolsky Gallery, New York City, NY

## Sammlungen
Falkensteins Arbeiten sind in vielen Museumssammlungen vertreten, darunter:
- Addison Gallery of American Art
- University Art Museum an der California State University, Long Beach
- Coos Art Museum
- Crocker Art Museum
- Frauenau Glass Museum (Schenkung Wolfgang Kermer)
- Hammer Museum
- Harvard Art Museums
- Indianapolis Museum of Art
- Long Beach Museum of Art
- Los Angeles County Museum of Art
- Museum für Kunst und Archäologie (Universität von Missouri)
- Nora Eccles Harrison Museum of Art
- Norton Simon Museum
- Oakland Museum of California
- Peggy Guggenheim Collection
- Pompidou Centre[12]
- Portland Art Museum
- San Diego Museum of Art
- San Francisco Museum of Modern Art
- Seattle Art Museum
- Smithsonian American Art Museum
- Tate Britain
- University of Michigan Museum of Art